# Haliclona tenerrima
Haliclona tenerrima är en svampdjursart som beskrevs av Burton 1954. Haliclona tenerrima ingår i släktet Haliclona och familjen Chalinidae.
Artens utbredningsområde är Belize. Inga underarter finns listade i Catalogue of Life.